# 白鳥長久
白鳥 長久（しらとり/しろとり ながひさ）は、戦国時代から安土桃山時代にかけての武将。出羽国白鳥城、谷地城主。

## 生涯
出自ははっきりしていない。白鳥義久の子として生まれたという。現村山市最上川左岸を拠点とした国人領主。文武兼ね備えた名将といわれる。『最上記』には「城取十郎」として登場することから、「しらとり」ではなく「しろとり」であった可能性がある。また「しら」と「しろ」は東北地方の方言で頻繁に発生する母音交替(aとoの交替)とも考えられる。現代日本語の一般的なケースでは、白鳥と書いて地名は「しろとり」、人名は「しらとり」と読む場合が多い。城取は好字や佳字に替えたものと考えられる。中世の武家では多くの場合、嫡流と庶流や他家と差別化する為に用いられた。(例:得川→徳川、浮田→宇喜多、森→毛利など)
叔父・長国が長女を寒河江兼広、次女を寒河江氏一族の溝延氏に嫁がせていることから寒河江氏と同盟した。また、叔父・義広の娘を天童頼貞に嫁がせて天童氏と同盟した。
天文11年（1541年）、陸奥国守護を務めた伊達氏当主伊達稙宗・晴宗親子が争った天文の乱では、最上義守の援軍として稙宗方に参加した。
永禄・元亀（1558年-1573年）年間、谷地方面に進出し、谷地城主・中条長昌から室町幕府奉行衆を務めた名門中条氏を継承した。『最上義光分限帳』によれば、谷地は3万5千から4万石程度の規模となっている。『蜷川家文書』には室町幕府の幕臣である蜷川氏に教えを乞うたことや、『言継卿記』の永禄元年（1558年）3月28日に上洛して飛鳥井家で蹴鞠をした事跡が散見され、中央とのつながりを意識していたことが窺える。
天正元年（1573年）、羽州探題である最上義守・義光父子が家督相続を巡って争った天正最上の乱では、当初は義守方に付いて寒河江氏が籠る寒河江城の攻撃に参加している。しかし、義光方が局地戦で戦勝を重ねると伊達輝宗に書状を出し、最上義光との和睦を仲介した。長久は和議の仲介者として一定の立場を得て、村山郡内の実力者と目されるようになる。
天正5年（1577年）には、織田信長に家臣・槙清光を使として送り、名馬白雲雀を献上して誼を通じ、出羽守を得ようとするなど、外交活動を積極的に行った。長久のこうした動きを知った義光は信長の許に志村光安を派遣して最上系図を見せ、刀工月山が打った槍十本を贈ったため、信長は「最上出羽守殿」と書いて返事した。そのため長久は出羽守を得ることができなかった。信長と誼を結ぶことで自己の権威の増大と領国の安定化を図ったが、この行動は、出羽統一を目指す最上氏の当主である最上義光の警戒を呼ぶこととなった。会津四家合考には、これを契機に義光はいかなる手段を用いても長久を葬ることを決意したと記されている。
天正12年（1584年）、「重病の為、後事を頼みたい」という義光の招きにより山形城に赴いた際に謀殺された。『最上記』によれば、日ごろは用心深い長久も重病を装った義光の擬態に騙され涙ぐんだという。そして義光が「修理太夫（最上義康）が成人するまでお預けしたい」と差し出した書を押し頂いたところを、寝床の下に隠していた太刀で抜き打ちに切られたと記されている。
長久を失った白鳥氏は混乱し、寒河江氏の援軍と共に義光と戦うものの攻め滅ぼされた。長久の血を浴びたといわれる「血染めの桜」が昭和初期まで山形城内に残っていた他、首塚が今に残る。また、長久自身のさまざまな伝説、逸話についても、史料が乏しいためどこまで事実かは分からないものが多い。
元和2年（1616年）、33回忌法要が円福寺16世高岳（弘覚）法印によって営まれ、墓が建立された。この塔は文化元年（1804年）東林寺28世大圓淳鏡と谷地名主衆中により再建され、現在に至る。白鳥家、および長久の弟とされる齋藤伯耆守大学、齋藤市郎右衛門の位牌も東林寺にある。

## 逸話
- 最上義光は、長久の娘（あるいは養女：日吉姫）を嫡男義康の妻に迎える為として、蔵増（天童市）から谷地（河北町）へ至る「向去り（むかさり）道」を蔵増親景（大膳亮）に命じて造らせる一方、その縁談が破談となり白鳥長久を山形城へ誘い出し暗殺すると、向去り道を一気に攻め上り谷地城を落城させた[6]。一説に反対する家臣を押し切って義光を見舞った長久は義光の枕許に案内され、義光から書を差し出されて受取ろうとしたところを斬り殺されたという。
- 長久の父・義久は室町幕府第12代将軍足利義晴の庶子であるという説がある。

## 子孫
最上義光による白鳥長久謀殺後に白鳥一族らは荒川の枝村八ツ役に落ちのびてきたとの記述あり。明治・大正に青森県東津軽郡荒川村の村長や県会議員を務め、山林下戻で稀有な功績のあった白鳥鴻彰や衆議院議員を務めた鴻彰の父・慶一など荒川地区在住の白鳥・白取一族の多くは白鳥長久の末裔だと言う。